# Задніпровський провулок
Задніпро́вський (Задніпря́нський) прову́лок — зниклий провулок, що існував у Дніпровському районі міста Києва, місцевість Воскресенська слобідка. Пролягав від Малинівської вулиці до вулиці Миколи Кибальчича.
Прилучалися вулиці Віктора Забіли, Лучинецька.

## Історія
Провулок виник у 1-й половині XX століття під назвою Пролетарський. Назву Задніпровський провулок набув 1955 року. Ліквідований наприкінці 1970-х — на початку 1980-х років у зв'язку зі знесенням старої забудови Воскресенської слобідки та частковим переплануванням місцевості.